# Nuoto ai XIX Giochi asiatici - 200 metri misti maschili
La gara dei 200 metri misti maschili di nuoto ai XIX Giochi asiatici si è svolta il 24 settembre 2023, durante i XIX Giochi asiatici, presso l'Hangzhou Olympic Sports Expo Center.

## Podio
| Pos.    | Atleta      | Nazione  |
| ------- | ----------- | -------- |
| Oro     | Wang Shun   | Cina     |
| Argento | Qin Haiyang | Cina     |
| Bronzo  | Daiya Seto  | Giappone |

## Record
Prima della manifestazione il record del mondo (RM), il record asiatico (AS) e il record dei giochi (RC) erano i seguenti.
|  | 1'54"00 | Ryan Lochte   | 28 luglio 2011 Shanghai   |
|  | 1'55"00 | Wang Shun     | 30 luglio 2021 Tokyo      |
|  | 1'55"34 | Kōsuke Hagino | 22 settembre 2014 Incheon |

Durante la competizione è stato migliorato il seguente record:
|  | 1'54"62 | Wang Shun |

## Programma
| Data              | Ora (UTC+8) | Turno    |
| ----------------- | ----------- | -------- |
| 24 settembre 2024 | 10:19       | Batterie |
| 24 settembre 2024 | 19:38       | Finale   |

## Risultati

### Batterie
| Pos. | Batteria | Atleta                    | Nazionalità   | Tempo   | Note |
| ---- | -------- | ------------------------- | ------------- | ------- | ---- |
| 1    | 4        | Qin Haiyang               | Cina          | 1'58"72 |      |
| 2    | 4        | Wang Shun                 | Cina          | 1'58"84 |      |
| 3    | 3        | Daiya Seto                | Giappone      | 1'59"55 |      |
| 4    | 2        | Ogata So                  | Giappone      | 2'00"05 |      |
| 5    | 2        | Wang Hsing-hao            | Taipei cinese | 2'00"62 |      |
| 6    | 3        | Kim Min-suk               | Corea del Sud | 2'01"11 |      |
| 7    | 3        | Tan Zachary Ian           | Singapore     | 2'02"44 |      |
| 8    | 2        | Ang Maximillian Wei       | Singapore     | 2'03"08 |      |
| 9    | 4        | Trần Hưng Nguyên          | Vietnam       | 2'03"53 |      |
| 10   | 3        | Nguyen Quang Thuan        | Vietnam       | 2'04"45 |      |
| 11   | 4        | Munzer Kabbara            | Libano        | 2'04"63 |      |
| 12   | 2        | Petryakov Egor            | Uzbekistan    | 2'05"19 |      |
| 13   | 2        | Lau Ping Chi              | Hong Kong     | 2'05"29 |      |
| 14   | 1        | Sohran Matin              | Iran          | 2'05"87 |      |
| 15   | 4        | Tan Khai Xin              | Malaysia      | 2'06"18 |      |
| 16   | 3        | Lau Kin Hei James         | Hong Kong     | 2'07"02 |      |
| 17   | 4        | Thongdeang Surasit        | Thailandia    | 2'08"08 |      |
| 18   | 4        | Trithan Pongpanod         | Thailandia    | 2'14"99 |      |
| 19   | 2        | Durrani Muhammad Ahmed    | Pakistan      | 2'15"10 |      |
| 20   | 3        | Shalan Hamzal             | Qatar         | 2'15"53 |      |
| 21   | 2        | Al Kulaibi Arym           | Oman          | 2'16"65 |      |
| 22   | 3        | Siddiqui Muhammad Amaan   | Pakistan      | 2'18"65 |      |
| 23   | 4        | Tugsmandakh Munkh-Undraga | Mongolia      | 2'25"29 |      |
| 24   | 3        | Amarsanaa Bilegt          | Mongolia      | 2'25"30 |      |
| 25   | 2        | Ibrahim Mubal Azzam       | Maldive       | 2'27"09 |      |
| 26   | 1        | Lhendup Kinley            | Bhutan        | 2'27"84 |      |
| 27   | 1        | Niyaz Ahmed Neeq          | Maldive       | 2'36"00 |      |

### Finale
| Pos. | Atleta              | Nazionalità   | Tempo   | Note |
| ---- | ------------------- | ------------- | ------- | ---- |
|      | Wang Shun           | Cina          | 1'54"62 |      |
|      | Qin Haiyang         | Cina          | 1'57"41 |      |
|      | Daiya Seto          | Giappone      | 1'58"35 |      |
| 4    | Ogata So            | Giappone      | 1'59"69 |      |
| 5    | Kim Min-suk         | Corea del Sud | 1'59"80 |      |
| 6    | Wang Hsing-hao      | Taipei cinese | 2'00"15 |      |
| 7    | Tan Zachary Ian     | Singapore     | 2'02"94 |      |
| 8    | Ang Maximillian Wei | Singapore     | 2'03"32 |      |